# Junonia hierta

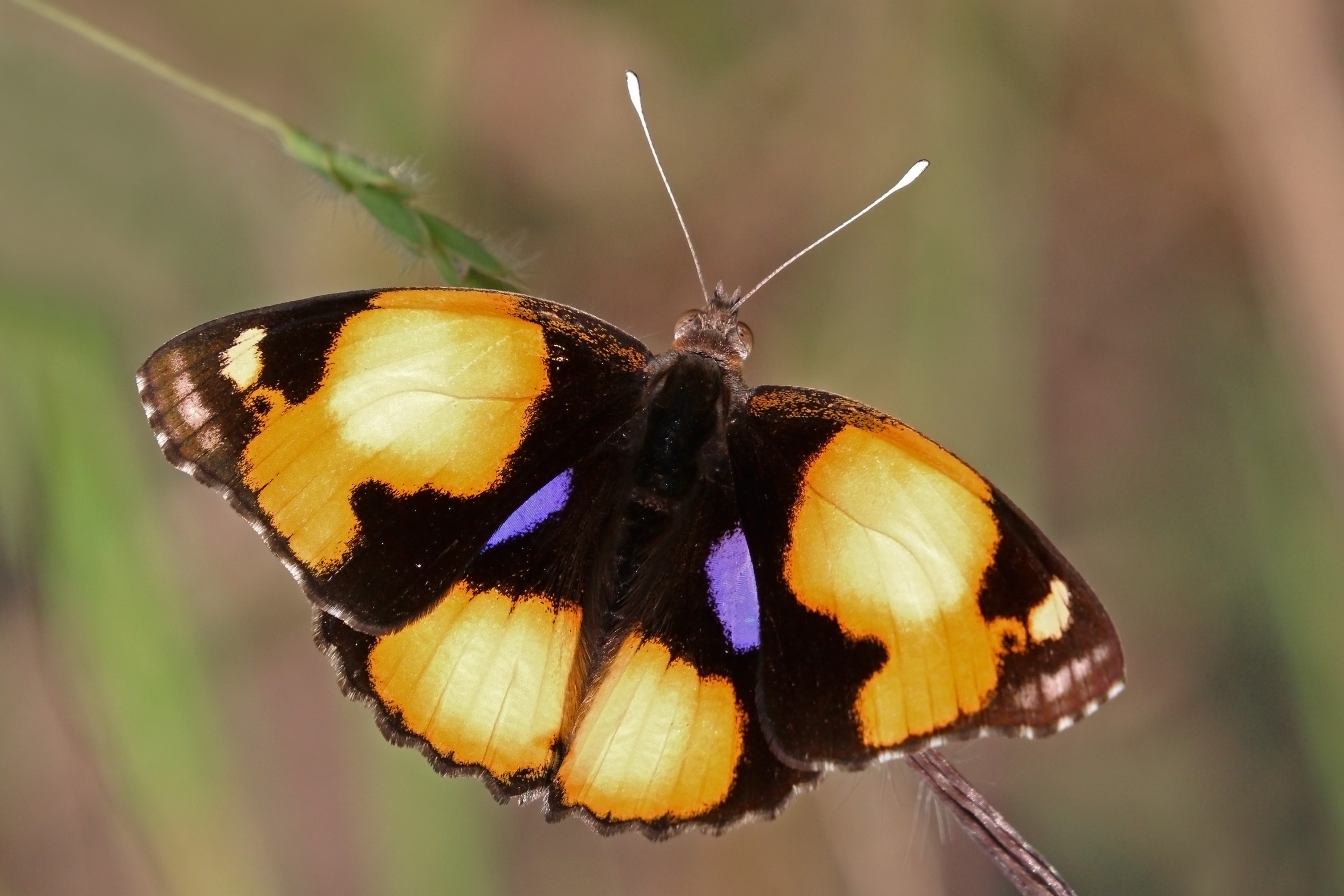
Männchen

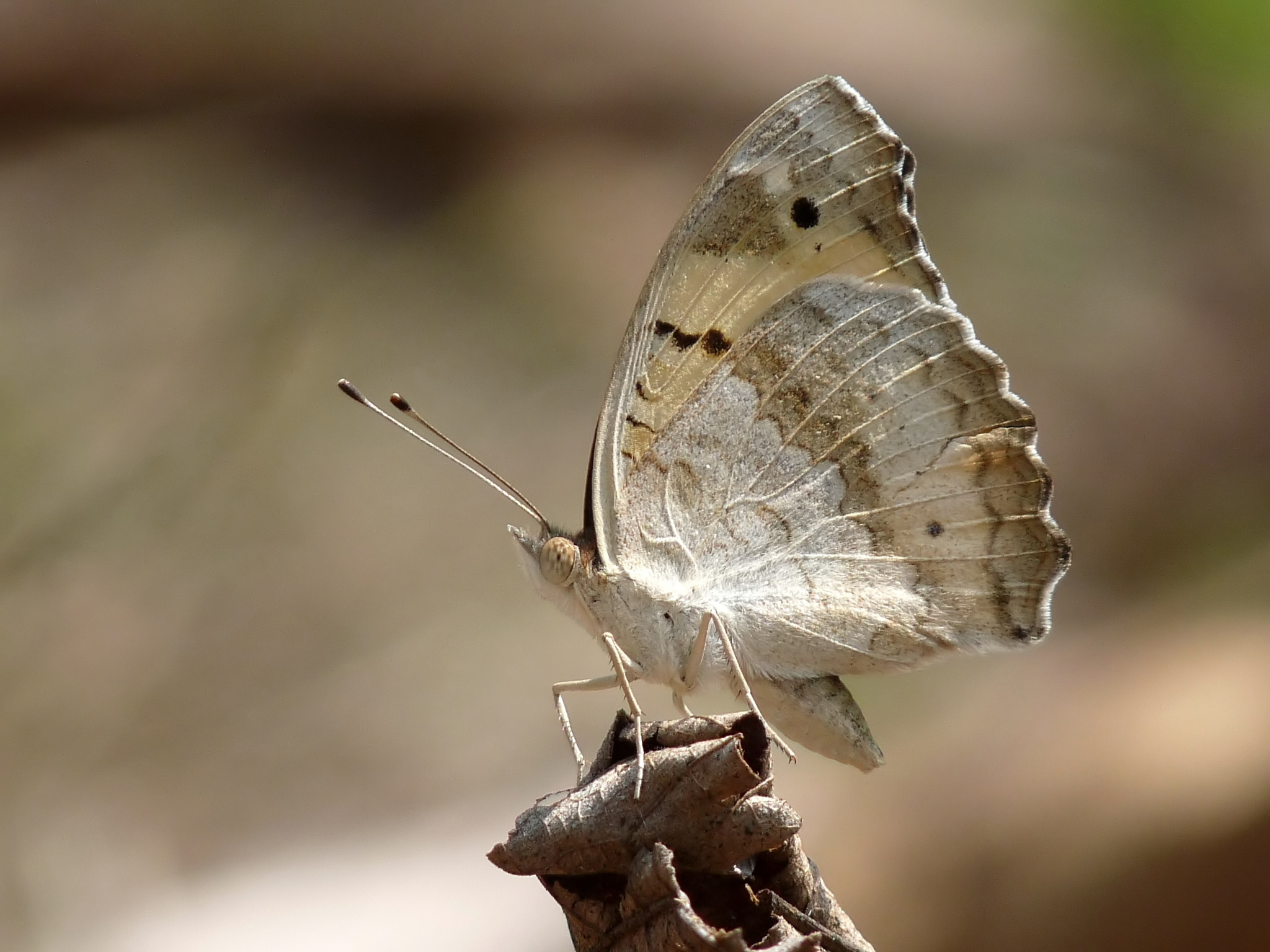
Flügelunterseite

Junonia hierta ist ein in Afrika und Asien vorkommender Schmetterling (Tagfalter) aus der Familie der Edelfalter (Nymphalidae).

## Beschreibung

### Falter
Die Flügelspannweite der Falter beträgt durchschnittlich 43 bis 45 Millimeter. Es liegt ein geringer Sexualdimorphismus vor. Die Grundfarbe der Flügeloberseiten bei beiden Geschlechtern ist gelb bis gelborange. Apex, Basalregion sowie die Region am Innenrand der Vorderflügeloberseite sind dunkelbraun. Lediglich die Weibchen zeigen einen schwarzen, blau gekernten Augenfleck am Innenwinkel der Vorderflügel sowie einen weiteren sehr kleinen auf den Hinterflügeln. Auffällig ist ein großer blauer bis violett schimmernder Fleck auf dunkelbraunem Grund am Vorderrand der Hinterflügeloberseite. Die Vorderflügelunterseite ist bei beiden Geschlechtern gelbbraun, die Hinterflügelunterseite hell graubraun marmoriert.

### Präimaginalstadien
Die Eier werden einzeln auf die Blätter oder Triebe der Wirtspflanzen gelegt. Sie sind grünlich gefärbt, kugelförmig, an der Spitze abgeflacht und haben einen Durchmesser von  ca. 0,6 Millimetern. Die Oberfläche ist mit 12 bis 16 Längsrippen überzogen. Nach ca. drei Tagen schlüpft die Raupe aus dem Ei. Die junge Raupe frisst zunächst die Eischale. Sie ist zunächst hellbraun, im zweiten Stadium dunkelbraun gefärbt. Ausgewachsen nimmt sie eine violett schwarze Farbe an und zeigt auf der Körperoberfläche viele schwarze verzweigte Dornen. Das erste Körpersegment hinter dem schwarzen Kopf ist gelblich gefärbt. Die Puppe ist als Stürzpuppe ausgebildet und hängt an Zweigen oder Blattstielen. Sie ist dunkel graubraun gefärbt und mit einer Reihe von dorsolateralen Paaren von kurzen und spitzen Fortsätzen auf jedem Segment versehen.

### Ähnliche Arten
Die Falter von Junonia hierta sind aufgrund der sehr markanten Zeichnung unverwechselbar.

## Verbreitung und Lebensraum
Junonia hierta kommt auf dem gesamten afrikanischen Kontinent einschließlich der Arabischen Halbinsel sowie auf Madagaskar und den Seychellen vor. Die Art besiedelt außerdem den süd- und südostasiatischen Raum bis nach China. Es werden vier Unterart genannt. Die Art ist auf Graslandschaften, Savannen und Berghängen sowie in Gärten und Parkanlagen anzutreffen.

## Lebensweise
Die Falter fliegen in mehreren Generationen das ganze Jahr hindurch, schwerpunktmäßig im Mai. Zur Nektaraufnahme besuchen sie gerne Blüten. Sie wurden jedoch auch beim Saugen an frischem Kot von Elefanten beobachtet, wo sie Flüssigkeiten und Mineralstoffe aufnahmen. Die Raupen ernähren sich von den Blättern verschiedener Akanthusgewächse.

## Gefährdung
Junonia hierta ist in ihren Vorkommensgebieten nicht selten und wird demzufolge von der Weltnaturschutzorganisation IUCN auf der Roten Liste gefährdeter Arten als „Least Concern = nicht gefährdet“ klassifiziert.